# Midnatt
För filmen från 1939, se Midnatt (film)

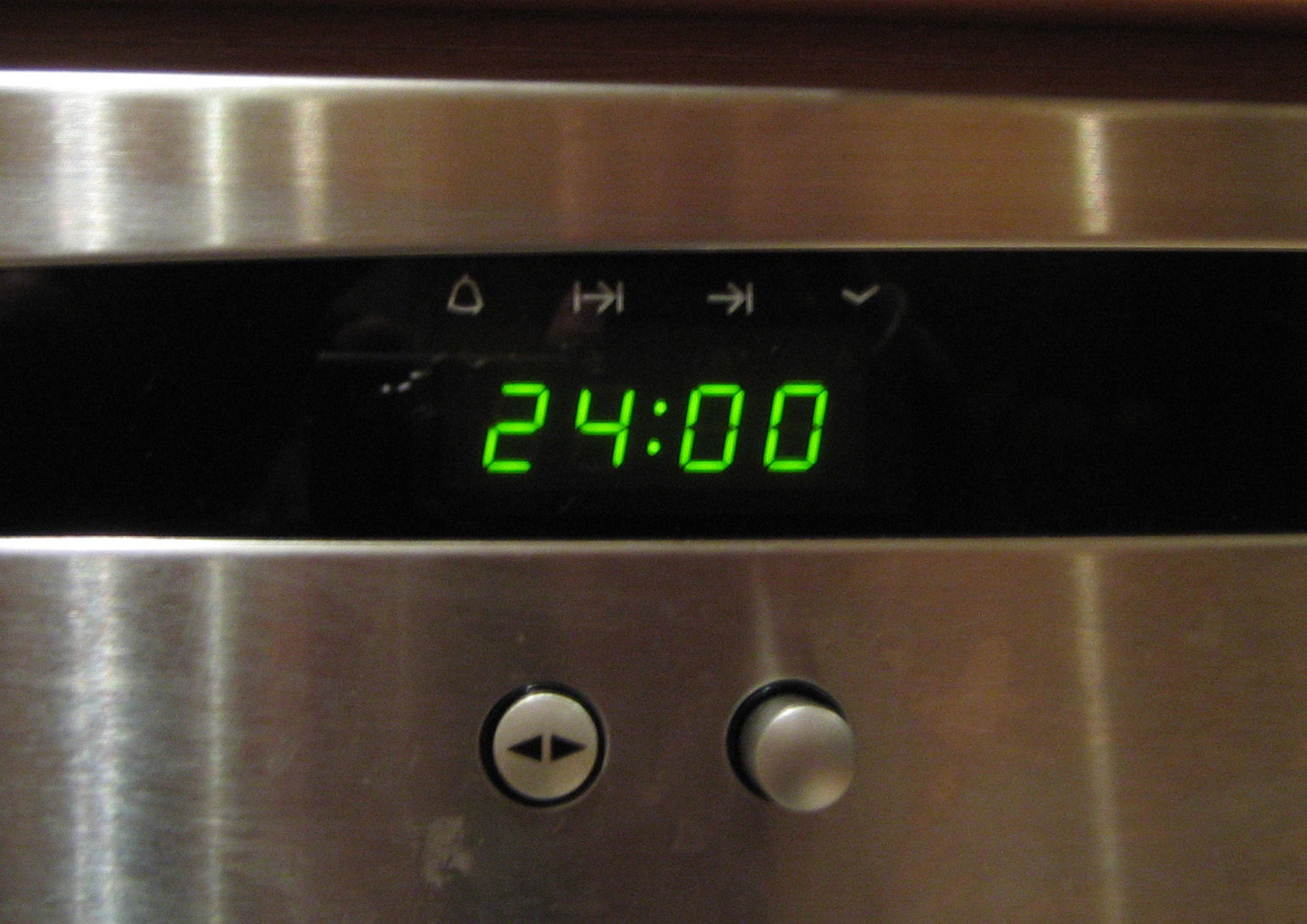

Med midnatt avses i dagligt tal klockslaget 00:00, 24:00, eller 12 p.m. (för 12-timmarsklocka), då ett dygn övergår till nästföljande dygn, eller tiden kring detta klockslag. 
Midnatt i betydelsen "mitt i natten" sammanfaller dock sällan med klockslaget, å ena sidan för att man i de flesta länder tenderar att vaka längre på kvällen och stiga upp senare på morgonen, å andra sidan för att klockan inte följer soltid.

## Tidszoner och sommartid
I Greenwich, centrala Sverige och östra Finland är natten som mörkast och solen i norr ungefär vid klockslaget 00:00 lokal tid, utom under sommartid, då klockan ställts en timme framåt så att klockan visar ungefär ett då solen är i norr. Klockan visar rätt i denna mening endast vid en viss meridian per tidszon. I de områden av tidszonen som ligger långt från denna meridian i öst-västlig riktning är felet stort. Till exempel används i Frankrike samma tid som i Sverige, trots att solen där går upp ungefär en timme senare.

## Astronomiskt
I astronomisk bemärkelse inträffar midnatt på en ort varje gång solen passerar ortens meridian i undre kulmination, det villa säga ovanför motsatt lokala meridian på andra sidan jorden. Jordens rotation är något oregelbunden och definitionen av dygn och klockslag gör att midnatt i denna bemärkelse inte inträffar exakt vid samma klockslag varje gång.

## Mytologi
Midnatt är, såsom den mörkaste tiden av dygnet, förknippad med en del mytologiska fenomen. Till exempel anses spöktimmen börja vid midnatt.